# Lollius invarium
Lollius invarium är en insektsart som först beskrevs av Walker 1870.  Lollius invarium ingår i släktet Lollius och familjen sköldstritar. Inga underarter finns listade i Catalogue of Life.